# UEFA Champions League 2019-20
UEFA Champions League 2019-2020 var den 65. sæson af UEFA Champions League, arrangeret af UEFA. Det var den 28. sæson, siden turneringen blev omdøbt fra Mesterholdenes Europa Cup til UEFA Champions League.
Bauern München besejrede Paris Saint-Germain 1–0 i finalen, der blev spillet på Estádio da Luz i Lissabon i Portugal. Sejren var klubbens sjette i turnerings historie. 
De vandt alle deres kampe i turneringen og blev den første Europæiske Cup-vinder til at gøre det. Derudover sikrede tyskerne sig deres anden kontinentale trippel, en bedrift kun opnået af én anden europæisk klub. Som vindere fik de ret til at spille mod Sevilla, vinderne af UEFA Europa League 2019-20, i 2020 UEFA Super Cup, og de kvalificerede sig også til FIFA Club World Cup 2020 i Qatar. De vandt begge turneringer. Da de allerede havde kvalificeret sig til gruppespillet i UEFA Champions League 2020-21 gennem deres ligaprestation, blev pladsen, der oprindeligt var reserveret til Champions League-titelholderne, givet til det hold, der var nummer ét i Eredivisie 2019-20 (Ajax), den 11.-rangliste forening ifølge næste sæsons adgangsliste, da den blev suspenderet på grund af COVID-19-pandemien.
På grund af COVID-19-pandemiens indvirkning blev turneringen suspenderet i midten af marts 2020 og genoptaget i august. Kvartfinalerne og fremefter blev spillet som enkeltkamp knockout-kampe på neutrale spillesteder i Lissabon, Portugal (Estádio da Luz og Estádio José Alvalade) uden tilskuere fra den 12. til den 23. august. I overensstemmelse med introduktionen i den foregående sæson blev video-assistentdommer (VAR)-systemet brugt fra playoff-runden og fremefter.
Liverpool var de forsvarende mestre, men de - sammen med de foregående sæsons andre finalister, Tottenham Hotspur - blev elimineret i 1/8-finalerne efter nederlag til henholdsvis Atlético Madrid og RB Leipzig.